# Exechia tomosa
Exechia tomosa är en tvåvingeart som beskrevs av Wu och Zheng 2001. Exechia tomosa ingår i släktet Exechia och familjen svampmyggor. Inga underarter finns listade i Catalogue of Life.